# Jacqueline Drouilly Yurich
Jacqueline Paulette Drouilly Yurich era una estudiante de Trabajo Social chilena de la Universidad de Chile y militante del MIR que fue detenida por agentes de la DINA el 30 de octubre de 1974. Estaba casada con Marcelo Salinas Eytel, quien también es detenido desaparecido. Su nombre forma parte de la Operación Colombo. Tenía 25 años a la fecha de la detención, es una de las mujeres detenidas desaparecidas de la dictadura militar en Chile. Al momento de ser detenida estaba embarazada.

## Una estudiante de Trabajo Social detenida por la DINA
Jacqueline Paulette Drouilly Yurich, nació el 3 de diciembre de 1949, hija de Jorge Drouilly Silva y Norma Yurich Costagliola. Cuando tenía 4 años, su padre fue trasladado como arquitecto a la ciudad de Temuco, por el Ministerio de Obras Públicas. Jacqueline estudió en el Colegio Alemán y el Colegio Bautista donde estudió junto a sus hermanas. Los últimos años de Enseñanza Media los cursó en el Liceo Gabriela Mistral de Temuco. Al ingresar a la universidad eligió la carrera de Servicio Social, en la Universidad de Chile, en Temuco. Luego se radicó en Santiago, donde estuvo 2 años en la Escuela de Teatro de la Universidad de Chile. Luego, retomó la carrera de Trabajo Social en la Universidad de Chile en Santiago.
El día 2 de agosto de 1974 contrajo matrimonio con Marcelo Salinas Eytel. El día 30 de octubre de 1974, cerca de la medianoche, cuando ella hacia un trabajo para la escuela, llegaron unas camionetas con hombres vestidos de civil preguntando por Marcelo. Ella les dijo que no estaba y que pronto llegaría, que ella era su esposa. Entonces empezaron a interrogarla, para saber del paradero de su esposo. Jacqueline fue detenida por los agentes de la DINA. Al día siguiente detuvieron a Marcelo. Ambos fueron llevados al recinto de la DINA de Villa Grimaldi, la Casa de José Domingo Cañas n° 1467 y el recinto Cuatro Álamos, desde ese lugar ya no se tuvo paradero del matrimonio.
Norma Yurich la madre de Jacqueline Drouilly, entregó su testimonio “a mi hija la llevaron esperando familia: un embarazo de tres meses. ¿Y ese hijo que debió de nacer alrededor de abril de 1975? ¿Qué fue de él? ¿Dónde lo tienen? ¿ dónde? Yo di a luz una hija sana, hermosa e inteligente. Y en la flor de la edad, cuando se aprontaba a ser madre, una noche, clandestinamente irrumpen en su casa felones de un organismo llamado SIM, DINA o CNI y la llevan con destino a las casas de tortura, la incomunican, luego la hacen desaparecer, privando de vida a su hijo y torturando también a toda su familia”.

## Operación Colombo
Meses después de la desaparición de Jacqueline, su nombre fue incluido en la nómina que publicó el diario brasileño "O'DIA" y la revista argentina “VEA”, que reprodujeron medios nacionales el 25 de julio de 1974, dando cuenta de supuestos enfrentamientos y en los cuales habrían muerto 119 chilenos. Ambas publicaciones fueron un montaje, los nombres que componían esta lista, corresponden todos a personas que fueron detenidas por la dictadura y que continúan desaparecidas. Jacqueline fue parte del listado de 119 chilenos que son parte del montaje comunicacional denominado Operación Colombo.

## Informe Rettig
Familiares de Jacqueline presentaron su caso ante la Comisión Rettig, Comisión de Verdad que tuvo la misión de calificar casos de detenidos desaparecidos y ejecutados durante la dictadura. Sobre el caso de Jacqueline, el Informe Rettig señaló que:

“El 30 de octubre de 1974 agentes de la DINA detuvieron en su domicilio de la comuna de Providencia a Jacqueline Paulette DROUILLY JURICH, y ocuparon la vivienda hasta la madrugada del 31, día en que detuvieron a su cónyuge Marcelo Eduardo SALINAS EYTEL, militante del MIR, a su llegada a la casa.
El día 31 de octubre fue detenido en su domicilio de la comuna de Conchalí, también por la DINA, Jorge Humberto D'ORIVAL BRICEÑO, militante del MIR que se vinculaba políticamente con Marcelo Eduardo Salinas.
Hay testigos que dan cuenta de la permanencia del matrimonio Salinas-Drouilly en el recinto de Villa Grimaldi.  Jacqueline Drouilly habría pasado también por José Domingo Cañas. Los tres detenidos fueron vistos por última vez en Cuatro Álamos desde donde desaparecieron en poder de la DINA.
La Comisión está convencida de que la desaparición de estas tres personas fue obra de agentes del Estado, quienes violaron así sus derechos humanos”.

## Proceso judicial en democracia
El caso de Jacqueline fue investigado por el ministro Leopoldo Llanos como parte del denominado caso “Episodio Villa Grimaldi-Cuaderno Principal” Rol N° 2162-1998. El 27 de junio del 2014, el ministro Leopoldo Llanos dictó sentencia de primera instancia por la desaparición de 19 personas y por un ejecutado. El magistrado condenó a 13 exagentes de la Dirección de Inteligencia Nacional (DINA)  por el delito de secuestro calificado de: Guillermo Roberto Beausire Alonso, Alan Roberto Bruce Catalán, Jaime Enrique Vásquez Sáenz, Manuel Antonio Carreño Navarro, Iván Carreño Aguilar, María Teresa Eltit, María Isabel Joui Petersen, Jacqueline Paulette Drouilly Yurich, Juan René Molina Mogollones, René Roberto Acuña Reyes, Carlos Alberto Carrasco Matus, Hugo Daniel Ríos Videla, Agustín Alamiro Martínez Meza, Juan Rodrigo  Mac-Leod Treuer, María Julieta Ramírez Gallegos, Luis Jaime Palominos Rojas,  Marta Neira Muñoz, César Arturo Emiliano Negrete Peña, Alejandro Juan Avalos Davidson y el homicidio calificado de Humberto Juan Carlos Menenteau Aceituno, todas víctimas que permanecieron detenidos en el recinto de Villa Grimaldi.
La sentencia condenó a los exagentes de la DINA a las siguientes penas: 1. Manuel Contreras Sepúlveda: prisión perpetua   2. Pedro Espinoza Bravo: 20 años de prisión  3. Marcelo Moren Brito: 7 años de prisión  4. Rolf Wenderoth Pozo: 7 años de prisión  5. Miguel Krassnoff Martchenko: 20 años de prisión  6. Fernando Lauriani Maturana: 20 años de prisión  7. Gerardo Godoy García: 20 años de prisión  8. Ricardo Lawrence Mires: 20 años de prisión   9. Basclay Zapata Reyes: 15 años y un día de prisión  10. Manuel Carevic Cubillos: 15 años y un día de prisión  11. Raúl Iturriaga Neumann: 15 años y un día de prisión  12. César Manríquez Bravo: 15 años y un día de prisión  13. Orlando Manzo Durán: 10 años y un día de prisión  
La sentencia determina que todas las personas fueron detenidas por la DINA y permanecieron privados de libertad en uno o más de los recintos de detención y cuyos  rastros se pierden desde esos lugares, sin que  hasta la fecha  los privados de libertad hayan tomado contacto con sus familiares, realizado gestiones administrativas ante organismos de Estado, registrado entradas o salidas del país, y sin que conste, tampoco, su defunción. En los casos de diez de ellos, sus nombres aparecieron en  periódicos en noticias relativas  a la "muerte de extremistas chilenos  en el extranjero", montaje denominado "Operación Colombo" o "Casos de los 119".
El 16 de septiembre de 2015 la Corte de Apelaciones de Santiago ratificó la sentencia de primera instancia dictada por el ministro Llanos por la desaparición de 19 personas y un ejecutado político. En fallo unánime la Sexta Sala ratificó las condenas efectivas para 11 exagentes de la DINA. La sentencia ratificó las penas en contra de los 11 exagentes. En los casos del exdirector de la DINA: Manuel Contreras Sepúlveda y el exagente Marcelo Moren Brito, se dictó su sobreseimiento por fallecimiento.
La Corte Suprema, el 22 de enero del 2016, ratificó la sentencia dictada en la investigación contenida en el cuaderno principal de la causa denominada: "Villa Grimaldi". En fallo dividido (causa rol 17887-2015), la Sala Penal –integrada por los ministros Milton Juica, Carlos Künsemüller, Lamberto Cisternas, Manuel Antonio Valderrama y Jorge Dahm– ratificó las penas a presidio efectivos de 11 exagentes de la DINA, por su responsabilidad en los 19 secuestros calificados y por un homicidio calificado. Resolución que se adoptó con el voto en contra del ministro Cisternas, quien fue partidario de acoger la prescripción gradual, pero solo respecto de los condenados Krassnoff Martchenko y Lauriani Maturana. En el aspecto civil, se confirmó que el Estado de Chile debe pagar una indemnización  a familiares de las víctimas.

## Reconocimientos
En 2017, el colectivo Bordadoras por la Memoria de Valparaíso, creo un tapiz en honor a Drouilly Yurich dentro de la colección "Grávidas Mariposas... Yo soy" que homenaje a 12 mujeres detenidas desaparecidas estando embarazadas durante la Dictadura chilena.
En 2021, en la conmemoración de los 48 años del golpe militar en Chile, se estrenó el mediometraje de danza contemporánea Jacqueline, basado en la historia romántica entre Drouilly Yurich y su pareja Marcelo Salinas Eytel, y que contó con apoyo por parte del Ministerio de las Culturas, las Artes y el Patrimonio de Chile y de la Universidad de Los Lagos.